# Cantone di Le Nord-Médoc
Il Cantone di Le Nord-Médoc è una divisione amministrativa dell'arrondissement di Lesparre-Médoc.
È stato costituito a seguito della riforma approvata con decreto del 20 febbraio 2014, che ha avuto attuazione dopo le elezioni dipartimentali del 2015.

## Composizione
Comprende i 29 comuni di:
- Bégadan
- Blaignan
- Cissac-Médoc
- Civrac-en-Médoc
- Couquèques
- Gaillan-en-Médoc
- Grayan-et-l'Hôpital
- Jau-Dignac-et-Loirac
- Lesparre-Médoc
- Naujac-sur-Mer
- Ordonnac
- Pauillac
- Prignac-en-Médoc
- Queyrac
- Saint-Christoly-Médoc
- Saint-Estèphe
- Saint-Germain-d'Esteuil
- Saint-Julien-Beychevelle
- Saint-Sauveur
- Saint-Seurin-de-Cadourne
- Saint-Vivien-de-Médoc
- Saint-Yzans-de-Médoc
- Soulac-sur-Mer
- Talais
- Valeyrac
- Vendays-Montalivet
- Vensac
- Le Verdon-sur-Mer
- Vertheuil